# Juwann Winfree
Juwann Winfree (New York, 4 settembre 1996) è un giocatore di football americano statunitense che milita nel ruolo di wide receiver per gli Indianapolis Colts della National Football League (NFL).

## Carriera

### Denver Broncos
Winfree fu scelto nel corso del sesto giro (187º assoluto) del Draft NFL 2019 dai Denver Broncos. Debuttò come professionista subentrando nella gara del terzo turno contro i Green Bay Packers senza fare registrare alcuna ricezione. Il 14 dicembre 2019 venne inserito nella lista infortunati, concludendo così la sua stagione con 3 presenze.

### Green Bay Packers
Il 1º ottobre 2020 Winfree firmò con i Green Bay Packers.

### Indianapolis Colts
Il 9 marzo 2023 Winfree firmò con gli Indianapolis Colts.